# De denker (Paul Koning)
De denker is een artistiek kunstwerk in Amsterdam-Zuid.
Het is een creatie van Paul Koning die werd gezet op een bakstenen sokkel nabij de ingang van Gerrit van der Veen College aan de Gerrit van der Veenstraat. Er is een geknielde jongeman afgebeeld, die met zijn rechterarm via de elleboog steunt op zijn rechter bovenbeen. Met zijn linkerhand steunt hij op zijn linkerbeen. Daarbij is de man op een kleed na naakt. 
Het beeld draagt dan wel de titel De denker, anderen zien een sporter die even aan het rusten is. Het jaar van plaatsing 1947 wijst erop dat het beeld is geplaatst nadat de school (meisjes HBS), die gedurende de Tweede Wereldoorlog het gebouw moest afstaan aan de Sicherheitsdienst en het gebombardeerd zag, het herstelde gebouw weer in gebruik kon nemen.
Ten westen van dit beeld staat Moeder en kind van Han Wezelaar, dat qua uitvoering (glad) enigszins lijkt op De denker maar acht jaar ouder is.